# 洛凱特島
洛凱特島（英語：Locator Island）是南極洲的島嶼，位於威廉群島的一部分，處於羅卡群島最大島嶼以北0.4公里，由英國研究隊繪入地圖，現時由南極條約體系管理。